# Semiothisa dentilaria
Semiothisa dentilaria là một loài bướm đêm trong họ Geometridae.